# Liste der Aussichtstürme im Kanton Bern
Die folgende Liste von Aussichtstürmen enthält Bauwerke des Kantons Bern, welche über für den Publikumsverkehr zugängliche Aussichtsmöglichkeiten verfügen. 
| Bild                         | Name des Turms               | Gemeinde               | Baujahr | Gesamthöhe | Plattformhöhe | Bauwerkstyp             | ZoomViewer Panoramabild |
| ---------------------------- | ---------------------------- | ---------------------- | ------- | ---------- | ------------- | ----------------------- | ----------------------- |
| Champ Pittet-Turm            | Bern-Bantiger Fernsehturm    | Bolligen               | 1997    | 196,2 m    | 42,2 m        | Sendeturm Stahlbeton    |                         |
| Berner Münster               | Berner Münster               | Bern                   | 1893    | 100,6 m    | 64 m          | Sandstein               |                         |
| Bluemeturm                   | Bluemeturm                   | Sigriswil              | 1984    | 16,4 m     |               | Stahl                   |                         |
| Chuderhüsiturm               | Chuderhüsiturm               | Röthenbach im Emmental | 2002    | 41,6 m     | 37 m          | Holz                    |                         |
| Chutzenturm                  | Chutzenturm                  | Seedorf                | 2010    | 45 m       | 40 m          | Holz                    |                         |
| Faneler Besucherplattform    | Faneler Besucherplattform    | Gampelen               | 2002    | 7 m        | 4,5 m         | Holzturm                |                         |
| Gerlafingerweiher            | Gerlafingerweiherturm        | Wiler bei Utzenstorf   | 2005    | 6 m        | 3 m           | Holz                    |                         |
| Guggershörnli.JPG            | Guggershörnli                | Guggisberg             |         | 15 m       | 15 m          | Fels                    |                         |
| Gurtenturm                   | Gurtenturm                   | Köniz                  | 2000    | 25,5 m     | 22 m          | Holz                    |                         |
| Häftliturm                   | Häftliturm                   | Büren an der Aare      |         | 10,5 m     | 7,5 m         | Holz                    |                         |
| Heidenwegturm                | Heidenwegturm                | Twann-Tüscherz         |         | 11,5 m     | 8,5 m         | Holz                    |                         |
| Heimwehfluhturm              | Heimwehfluhturm              | Matten bei Interlaken  | 1890    | 15 m       | 8 m           | Gemauert                |                         |
| Lyssturm                     | Lyssturm                     | Lyss                   | 2009    | 38 m       | 34 m          | Holz                    |                         |
| Moronturm                    | Moronturm                    | Malleray               | 2004    | 30,8 m     | 25,9 m        | Kalkstein, Beton, Stahl |                         |
| Raimeuxturm                  | Raimeuxturm                  | Grandval / Courrendlin | 1902    | 10 m       | 8,5 m         | Beton                   |                         |
| Reisiswilturm                | Reisiswilturm                | Reisiswil              | 1911    | 20 m       |               | Beton                   |                         |
| Retiturm                     | Restiturm                    | Meiringen              | 1250    | 12 m       | 10 m          | Stein                   |                         |
| Ruine Ringgenberg            | Ruine Ringgenberg            | Ringgenberg            | 1230    | 12 m       | 12 m          | Stahl                   |                         |
| Beobachtungsturm Sagigrien   | Sagigriener Beobachtungsturm | Radelfingen            | ?       | 4 m        | 2,5 m         | Stahl                   |                         |
| Ulmizbergturm                | Ulmizbergturm                | Köniz                  | 1974    | 95 m       | 13,5 m        | Sendeturm Stahl         |                         |
| Weissenauer Beobachtungsturm | Weissenauer Beobachtungsturm | Unterseen              | 2011    | 5 m        | 2 m           | Holz                    |                         |
| Weissenauer Ruine            | Ruine Weissenau              | Unterseen              | 12. Jh. | 16 m       | 14,5 m        | Stein                   |                         |

Siehe auch: Liste von Aussichtstürmen in der Schweiz